# Нью-Бритен Тауншип (округ Бакс, Пенсільванія)
Нью-Бритен Тауншип (англ. New Britain Township) — селище (англ. township) в США, в окрузі Бакс штату Пенсільванія. Населення — 12 327 осіб (2020).

### Клімат
| Клімат : Нью-Бритен Тауншип  | Клімат : Нью-Бритен Тауншип | Клімат : Нью-Бритен Тауншип | Клімат : Нью-Бритен Тауншип | Клімат : Нью-Бритен Тауншип | Клімат : Нью-Бритен Тауншип | Клімат : Нью-Бритен Тауншип | Клімат : Нью-Бритен Тауншип | Клімат : Нью-Бритен Тауншип | Клімат : Нью-Бритен Тауншип | Клімат : Нью-Бритен Тауншип | Клімат : Нью-Бритен Тауншип | Клімат : Нью-Бритен Тауншип | Клімат : Нью-Бритен Тауншип |
| Показник                     | Січ.                        | Лют.                        | Бер.                        | Квіт.                       | Трав.                       | Черв.                       | Лип.                        | Серп.                       | Вер.                        | Жовт.                       | Лист.                       | Груд.                       | Рік                         |
| Середній максимум, °C        | 3,6                         | 5,4                         | 10,1                        | 16,8                        | 22,3                        | 27,2                        | 29,4                        | 28,5                        | 24,7                        | 18,3                        | 12,3                        | 5,9                         | 17,1                        |
| Середня температура, °C      | −1,3                        | 0,3                         | 4,5                         | 10,6                        | 15,9                        | 21,0                        | 23,5                        | 22,7                        | 18,6                        | 12,1                        | 6,7                         | 1,2                         | 11,4                        |
| Середній мінімум, °C         | −6,1                        | −4,9                        | −1,1                        | 4,3                         | 9,6                         | 14,9                        | 17,6                        | 16,8                        | 12,4                        | 5,8                         | 1,2                         | −3,5                        | 5,6                         |
| Норма опадів, мм             | 85                          | 69                          | 96                          | 101                         | 110                         | 109                         | 125                         | 103                         | 115                         | 106                         | 93                          | 101                         | 1213                        |
| Вологість повітря, %         | 67.3                        | 64.1                        | 59.9                        | 58.6                        | 62.9                        | 68.3                        | 68.3                        | 70.6                        | 72.2                        | 70.7                        | 69.6                        | 69.3                        | 66.8                        |
| ---------------------------- | --------------------------- | --------------------------- | --------------------------- | --------------------------- | --------------------------- | --------------------------- | --------------------------- | --------------------------- | --------------------------- | --------------------------- | --------------------------- | --------------------------- | --------------------------- |
| Джерело: PRISM Climate Group |                             |                             |                             |                             |                             |                             |                             |                             |                             |                             |                             |                             |                             |

## Демографія
Згідно з переписом 2010 року, у селищі мешкало 11 070 осіб у 4141 домогосподарстві у складі 3093 родин. Було 4266 помешкань
Расовий склад населення:
| - 93,9 % — білих - 3,3 % — азіатів - 1,6 % — чорних або афроамериканців |

До двох чи більше рас належало 0,9 %. Частка іспаномовних становила 2,4 % від усіх жителів.
За віковим діапазоном населення розподілялося таким чином: 24,9 % — особи молодші 18 років, 60,5 % — особи у віці 18—64 років, 14,6 % — особи у віці 65 років та старші. Медіана віку мешканця становила 42,5 року. На 100 осіб жіночої статі у селищі припадало 93,5 чоловіків;  на 100 жінок у віці від 18 років та старших — 91,5 чоловіків також старших 18 років.
Середній дохід на одне домашнє господарство  становив 115 576 доларів США (медіана — 95 682), а середній дохід на одну сім'ю — 132 138 доларів (медіана — 114 177). Медіана доходів становила 77 273 долари для чоловіків та 53 220 доларів для жінок. За межею бідності перебувало 3,1 % осіб, у тому числі 2,0 % дітей у віці до 18 років та 8,4 % осіб у віці 65 років та старших.
Цивільне працевлаштоване населення становило 6268 осіб. Основні галузі зайнятості: освіта, охорона здоров'я та соціальна допомога — 28,0 %, роздрібна торгівля — 14,9 %, фінанси, страхування та нерухомість — 11,3 %, науковці, спеціалісти, менеджери — 10,6 %.